# Resolutie 1986 Veiligheidsraad Verenigde Naties
Resolutie 1986 van de Veiligheidsraad van de Verenigde Naties werd op 13 juni 2011 unaniem aangenomen door de VN-Veiligheidsraad.
De resolutie verlengde de UNFICYP-vredesmacht op Cyprus wederom met een half jaar.

## Achtergrond
Nadat in 1964 geweld was uitgebroken tussen de Griekse en Turkse bevolkingsgroep op Cyprus stationeerden de VN de UNFICYP-vredesmacht op het eiland. Die macht wordt sindsdien om het half jaar verlengd. In 1974 bezette Turkije het noorden van Cyprus na een Griekse poging tot staatsgreep. In 1983 werd dat noordelijke deel met Turkse steun van Cyprus afgescheurd. Midden 1990 begon het toetredingsproces van (Grieks-)Cyprus tot de Europese Unie maar de EU erkent de Turkse Republiek Noord-Cyprus niet. In 2008 werd overeengekomen een federale overheid met één internationale identiteit op te richten, naast twee gelijkwaardige deelstaten.

## Inhoud

### Waarnemingen
De Cypriotische overheid stemde gezien de situatie op het eiland in met een verlengde aanwezigheid van UNFICYP.
De verantwoordelijkheid voor het vinden van een oplossing lag bij de twee partijen, die intussen vooruitgang hadden geboekt bij de onderhandelingen.
Die vooruitgang ging echter erg traag, en de leiders werden opgeroepen voort te maken; onder meer met de uitvoering van militaire vertrouwensmaatregelen.
Een overeenkomst zou belangrijke voordelen bieden aan alle Cyprioten.
Hun leiders werden opgeroepen een positieve publieke retoriek te voeren en die voordelen duidelijk uit te leggen.
Intussen bleef de veiligheidssituatie langsheen de Groene Lijn stabiel.
Men betreurde wel dat beide zijden de toegang tot de overblijvende mijnenvelden in de bufferzone blokkeerden, waardoor de ontmijning van Cyprus was stilgevallen.

### Handelingen
De leiders van de twee partijen in Cyprus werden opnieuw opgeroepen om:
a. Intensiever te onderhandelen,
b. De publieke sfeer waarin de onderhandeling verliepen te verbeteren,
c. De samenleving meer te laten deelnemen aan het (vredes)proces.
Er werd ook aangedrongen op maatregelen om vertrouwen op te bouwen, waaronder reeds overeengekomen militaire maatregelen en het openen van meer doorgangen in de bufferzone.
Het mandaat van de VN-vredesmacht op Cyprus werd opnieuw verlengd, tot 15 december 2011.
Ook werden de Turks-Cyprioten en het Turkse leger wederom opgeroepen het militaire status quo van voor 30 juni 2000 in Strovilia te herstellen.
Beide zijden werden opgeroepen ontmijners toe te laten in de bufferzone.

## Verwante resoluties
- Resolutie 1930 Veiligheidsraad Verenigde Naties (2010)
- Resolutie 1953 Veiligheidsraad Verenigde Naties (2010)
- Resolutie 2026 Veiligheidsraad Verenigde Naties
- Resolutie 2058 Veiligheidsraad Verenigde Naties (2012)

Lijst ·  1967 ·  1968 ·  1969 ·  1970 ·  1971 ·  1972 ·  1973 ·  1974 ·  1975 ·  1976 ·  1977 ·  1978 ·  1979 ·  1980 ·  1981 ·  1982 ·  1983 ·  1984 ·  1985 ·  1986 ·  1987 ·  1988 ·  1989 ·  1990 ·  1991 ·  1992 ·  1993 ·  1994 ·  1995 ·  1996 ·  1997 ·  1998 ·  1999 ·  2000 ·  2001 ·  2002 ·  2003 ·  2004 ·  2005 ·  2006 ·  2007 ·  2008 ·  2009 ·  2010 ·  2011 ·  2012 ·  2013 ·  2014 ·  2015 ·  2016 ·  2017 ·  2018 ·  2019 ·  2020 ·  2021 ·  2022 ·  2023 ·  2024 ·  2025 ·  2026 ·  2027 ·  2028 ·  2029 ·  2030 ·  2031 ·  2032